# Ahmed Alaaeldin
Ahmed Alaaeldin, né le 31 janvier 1993 à Alexandrie en Égypte, est un joueur de football international qatarien naturalisé, qui évolue au poste d'ailier droit à Al-Gharafa SC.

## Biographie

### Carrière en club
Ahmed Alaaeldin dispute de nombreux matchs en Ligue des champions d'Asie.

### Carrière internationale
Avec les moins de 23 ans, il participe au championnat d'Asie des moins de 23 ans en 2016, compétition dont il termine meilleur buteur.
Il reçoit sa première sélection en équipe du Qatar le 15 novembre 2013, contre le Yémen. Ce match gagné 1-4 rentre dans le cadre des éliminatoires de la Coupe d'Asie des nations 2015.
Par la suite, le 31 août 2017, il dispute un match contre la Syrie lors des éliminatoires du mondial 2018 (défaite 3-1). Il inscrit son premier but en équipe nationale le 23 décembre 2018, en amical contre la Jordanie (victoire 2-0).
En janvier 2019, il est retenu par le sélectionneur Félix Sánchez Bas afin de participer à la Coupe d'Asie des nations, organisée aux Émirats arabes unis. Lors de cette compétition, il joue cinq matchs. Le Qatar remporte le tournoi en battant le Japon en finale.
Le 11 novembre 2022, il est sélectionné par Félix Sánchez Bas pour participer à la Coupe du monde 2022.

## Palmarès

### En club
- Champion du Qatar en 2016 avec Al-Rayyan
- Champion du Qatar en 2015 avec Al-Rayyan
- Vainqueur de la Coupe du Qatar de football en 2013 avec Al-Rayyan ; en 2019 avec Al-Gharafa

### En sélection
- Vainqueur de la Coupe d'Asie des nations en 2019 avec l'équipe du Qatar